# Тириэль (поэма)

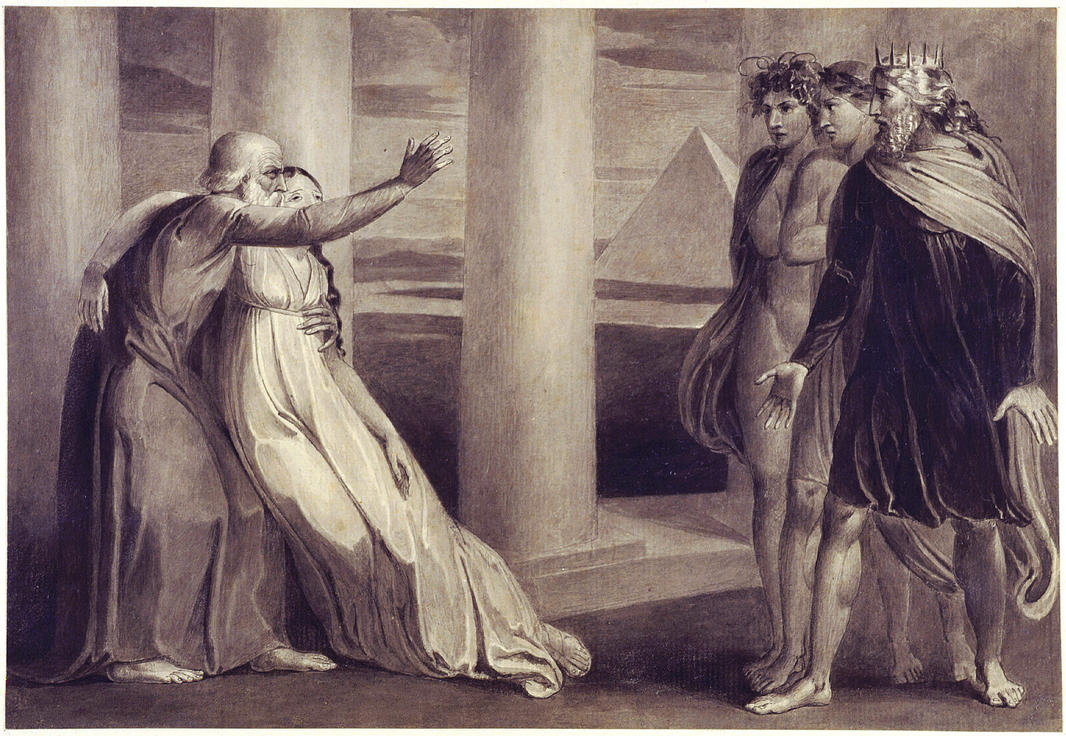
Уильям Блейк: Тириэль, поддерживающий умирающую Миратану, и его сыновья.

Тириэль (Tiriel) — самая ранняя поэма Уильяма Блейка (1789). Считается первой из его пророческих книг. При жизни Блейка неопубликована и сохранилась в рукописи. Впервые издана Уильямом Майклом Россетти в 1874 году. Хотя Блейк не награвировал поэму, он иллюстрировал её, выполнив серию карандашных набросков, а также 12 рисунков сепией, из которых сохранилось только 9. Три других считаются утерянными с 1863 года.

## Персонажи поэмы
Главный персонаж поэмы Тириэль — сын Хара и Хевы (Har and Heva), владыка Запада, свергнутый своими сыновьями Гексосом, Ювой, Лото (Heuxos, Yuva, Lotho) и др. Его братья: одичавший Иджим (Ijim) и изгнанный и порабощённый Зазель (Zazel); его жена — Миратана (Myratana), «королева западных равнин». Имена Тириэля и Зазеля заимствованы из планетных таблиц Корнелиуса Агриппы из книги «Оккультная философия» (II, XXII), где Тириэль назван рассудком Меркурия, связанным с элементами серы и ртути, а Зазель — злым духом Сатурна. Хар и Хева — родители Тириэля, Зазеля и Иджима, а также прародители всего человечества. Покинутые своими сыновьями, они живут в восточных садах постаревшие и впавшие в детство. Их опекает Мнета, которую Хар и Хева называют матерью. Её имя — анаграмма имени Афины (мудрость) — своим звучанием напоминает также имя Мнемозины (память). Имя Хелы, младшей дочери Тириэля, встречается в скандинавских Эддах, где она является богиней ада, в который попадают люди, погибшие не в бою, а от старости и немощи, что считалось позорной и малодушной смертью.

## Сюжет
Слепой старый свергнутый король Запада Тириэль и его жена Миратана пять лет провели в скитаниях. Теперь, когда Миратана при смерти, он вернулся к своему бывшему дворцу и проклинает сыновей, призывая их в свидетели смерти их матери. Они с помощью рабов, сыновей Зазеля (одного из братьев Тириэля), хоронят её, но протестуют против отцовской тирании. Тириэль вновь отправляется в скитание. В садах Хара он встречает своих престарелых и впавших в детство родителей — Хара и Хеву, а также Мнету, ухаживающую за ними. Тириэлю предлагают остаться и помогать в ловле певчих птиц, а также слушать песни Хара, которые тот поёт из большой клетки. Но Тириэль покидает их, утверждая, что он должен продолжать свои скитания, «пока безумие и страх владеют его сердцем». На пути Тириэль встречает своего дикого брата Иджима, который хватает его, приняв его за оборотня, и несёт на Запад, назад в бывший дворец Тириэля. С новыми проклятиями Тириэль призывает гром и чуму на своих детей. Теперь проклятия Тириэля приобретают убийственную силу, и дети его погибают. Только Хелу, младшую из дочерей, Тириэль оставляет в живых. Однако она отказывается вести отца обратно в долину Хара, чтобы её озлобленный отец не проклял и не погубил своих престарелых родителей. В гневе Тириэль превращает её волосы в змей и поражает её сумасшествием. Против своей воли она ведёт отца в долину Хара. По дороге у пещер они встречают Зазеля и его сыновей, которые осмеивают путников и забрасывают их камнями. Вернувшись к Хару и Хеве, Тириэль проклинает их и умирает сам со словами: «Закон Хара и Мудрость Тириэля поражены единым проклятьем!»

## Галерея

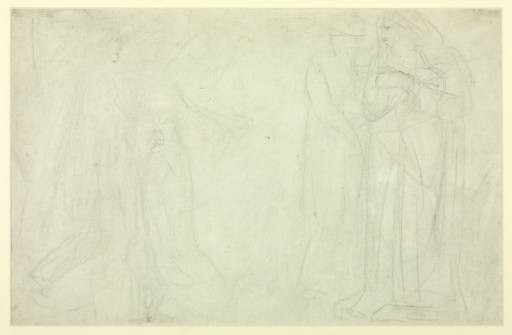
Карандашный набросок
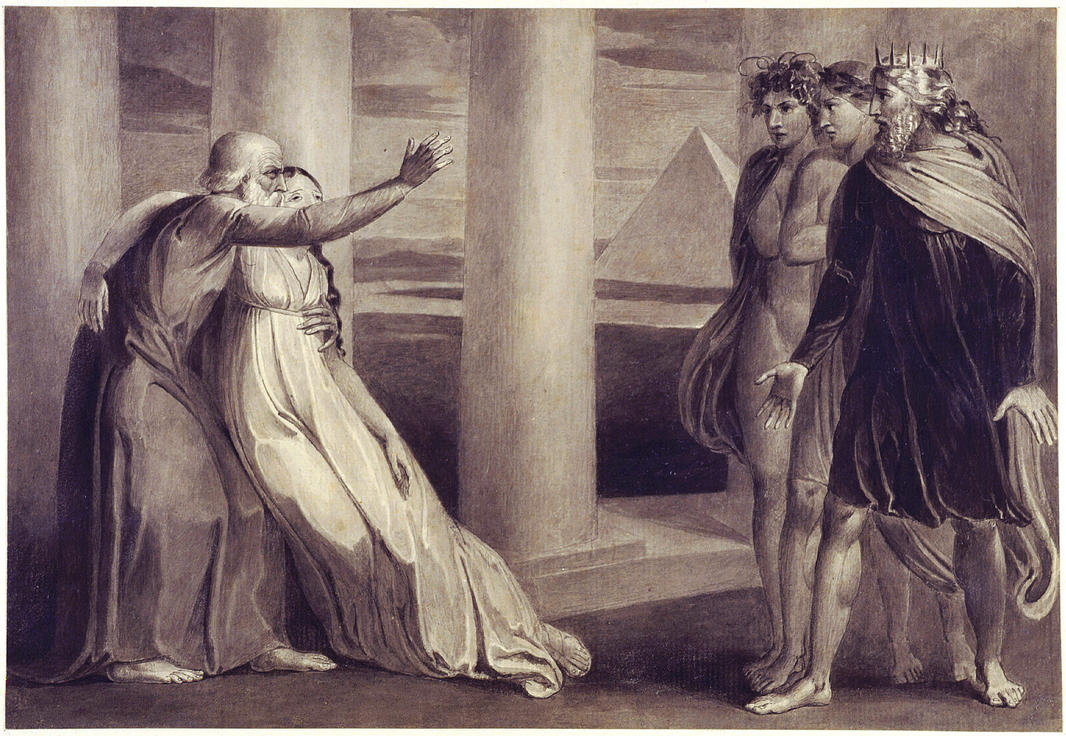
1. Тириэль поддерживает умирающую Миратану
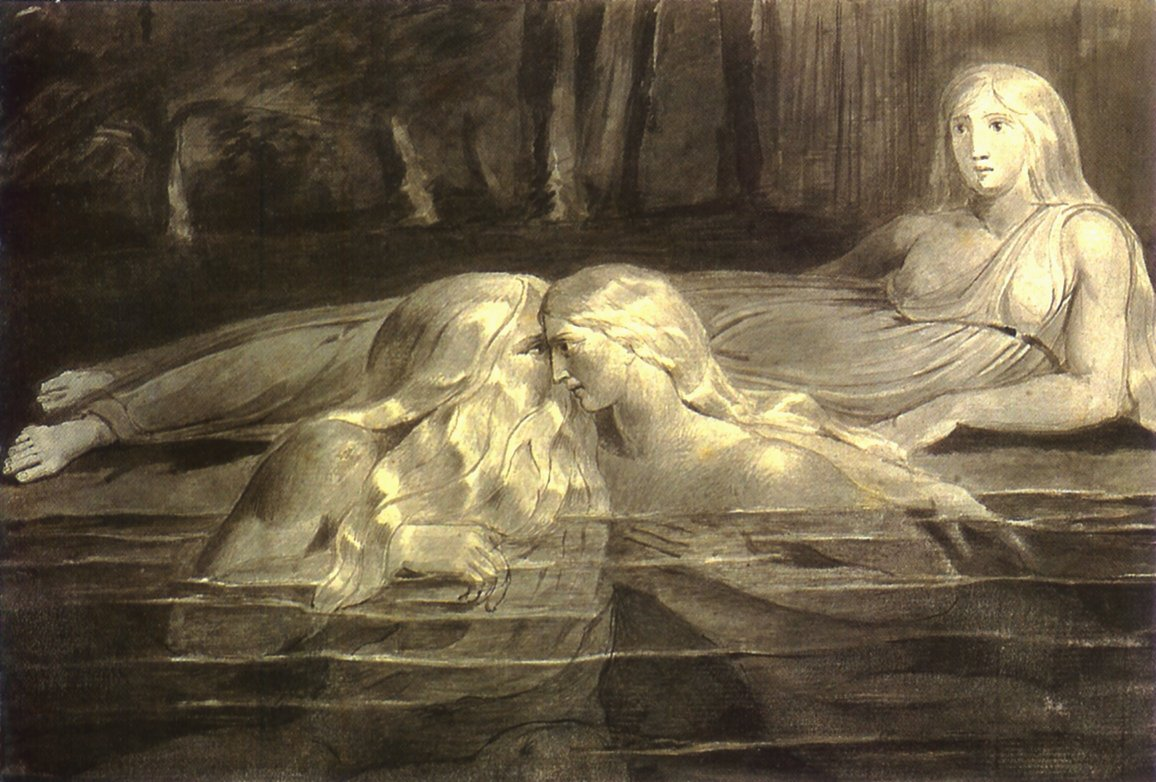
2. Купание Хара и Хевы
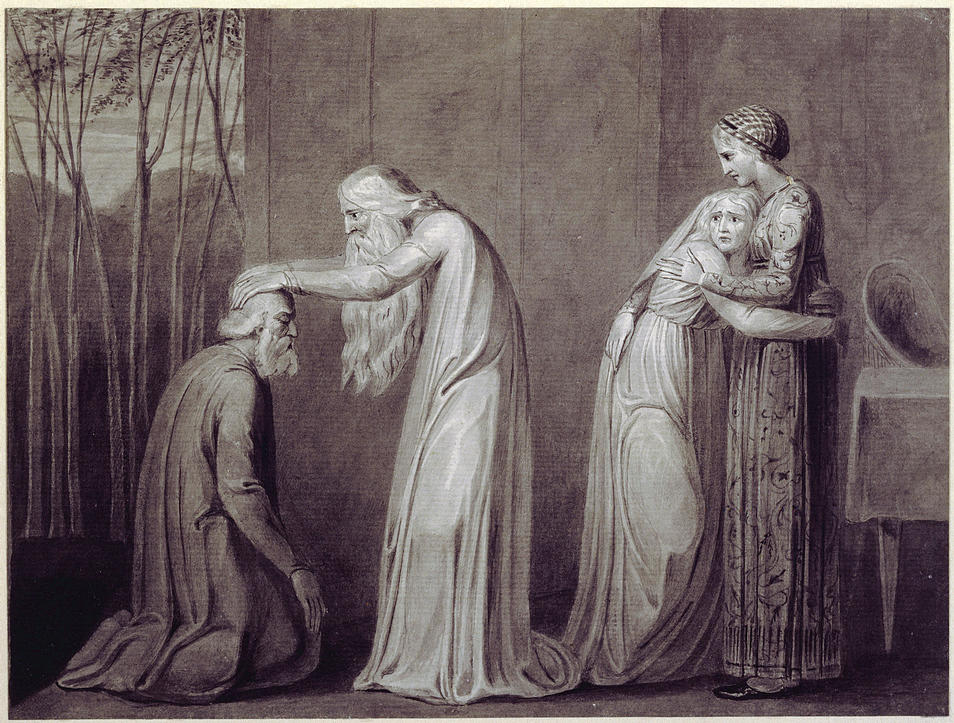
3. Хар благословляет Тириэля
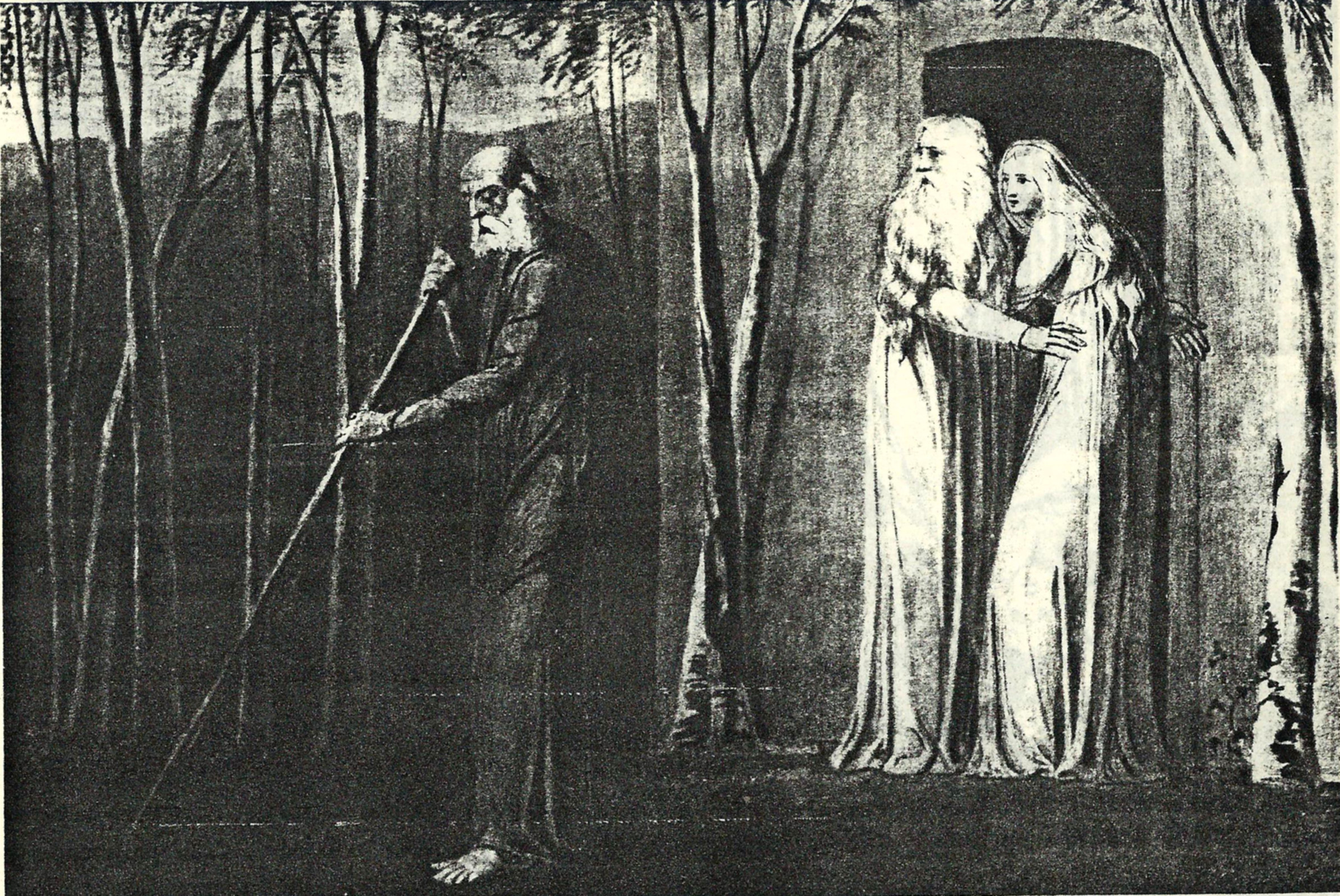
4. Тириэль покидает Хара и Хеву
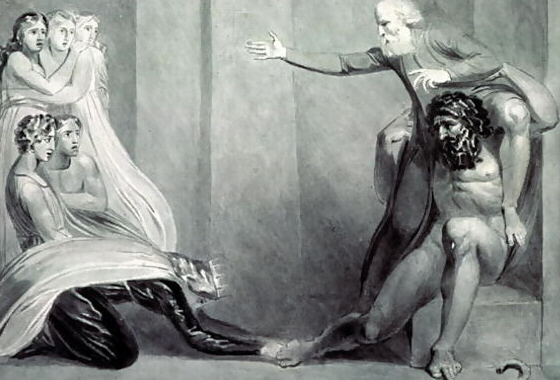
5. Иджим несёт Тириэля обратно во дворец
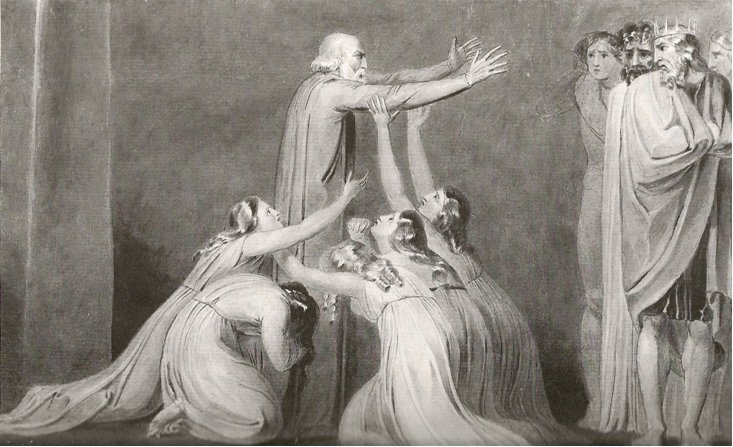
6. Тириэль осуждает своих детей
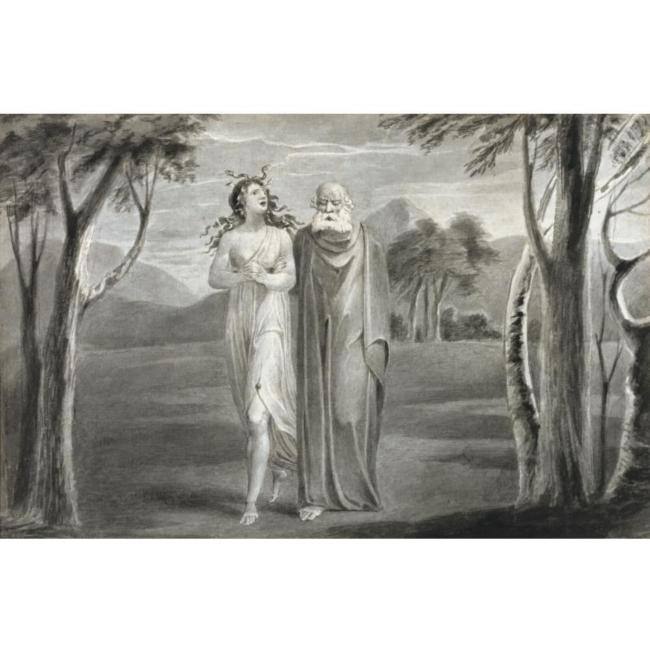
7. Хела ведёт Тириэля в долину Хара
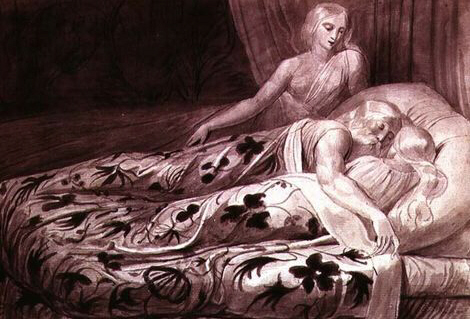
8. Хар, Хева спят
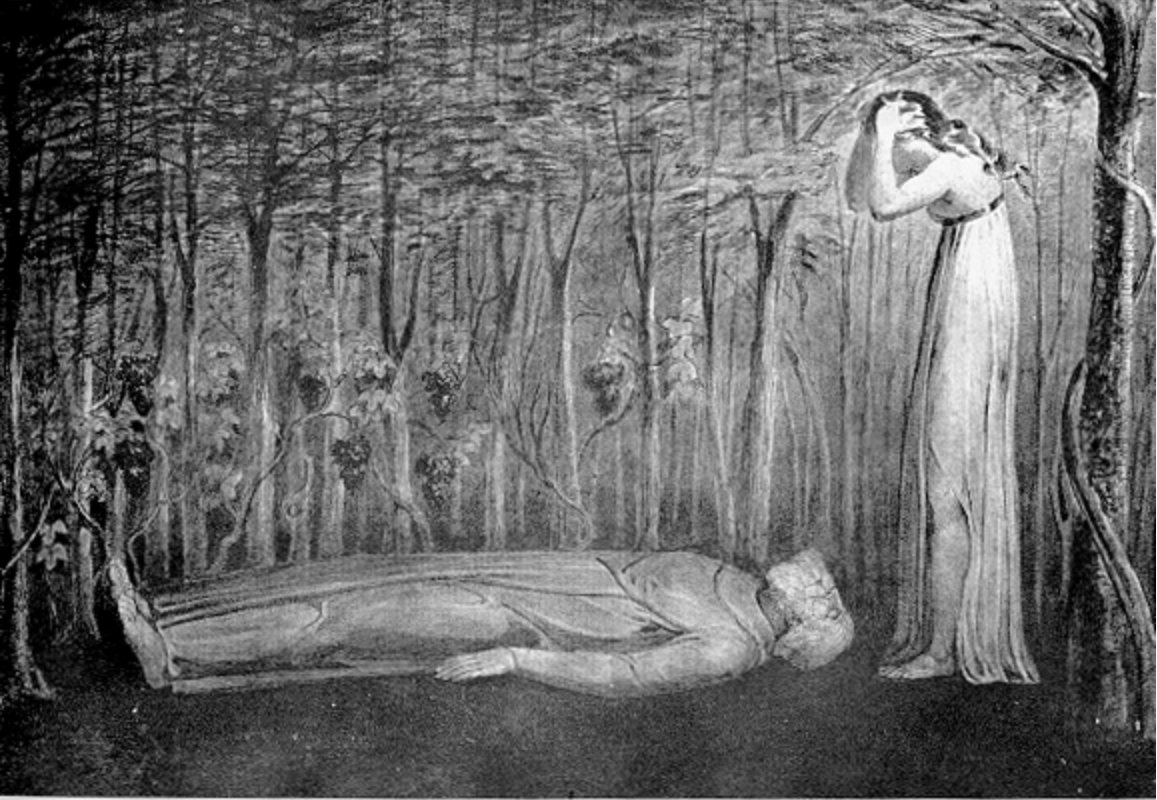
9. Тириэль умирает перед Хелой